# 陸軍大臣 (イギリス)
陸軍大臣（りくぐんだいじん、英: Secretary of State for War）は、かつて存在したイギリスの閣僚職。

## 歴史
フランス革命戦争中の1794年に陸軍省を統括する役職として創設され、1801年には植民地の軍事面の統括を強める観点から植民地大臣と統合されて陸軍・植民地大臣に改組された。それ以前に陸軍省を統括していた陸軍卿(Secretary at War)から権限を奪っていき、国政上重要なのは陸軍大臣の方となった。
19世紀中期のクリミア戦争で陸軍の非効率性が浮き彫りとなったことで陸軍・植民地省改革の動きが強まり、1854年には植民地省が陸軍省から切り離され、改めて陸軍大臣と植民地大臣が設置された。
1855年には陸軍卿と陸軍大臣は同じ人物が務めることになり、1863年には陸軍卿職は廃止された。
1868年から1874年にかけて陸軍大臣を務めたエドワード・カードウェルの下、陸軍行政は陸軍省が統括することになり、能率化が図られたが、軍令については引き続き陸軍総司令官が掌握。陸軍総司令官には王族の就任が多かったのでその改革は長く進まなかった。
しかし1895年に多年にわたって陸軍総司令官として君臨し、改革を阻み続けたケンブリッジ公ジョージが辞職したことで陸軍総司令官職の権限の制限が行われた。この際に陸軍大臣の下には軍政一般の助言を行う軍務評議会(War Office Council)が設けられ、陸軍総司令官の下には軍令の助言を行う陸軍局(Army Board)が設けられた。1904年に軍務評議会と陸軍局が合併されて陸軍本部(Army Council)となり、陸軍大臣の下に置かれた。また陸軍総司令官職は陸軍参謀総長に改組された。
1964年に軍機構の大改革があり、陸海空軍を統合する国防省が新設され、陸軍大臣も陸軍省も陸軍本部も廃止となった。旧陸軍省は国防省の陸軍部となり、現在に至っている。

## 陸軍大臣一覧
所属政党

### 陸軍大臣（1794年–1801年）
| 名前 | 名前               | 肖像 | 在職期間      | 在職期間      | 所属政党   | 内閣 (首相所属政党) | 内閣 (首相所属政党)       |
| ---- | ------------------ | ---- | ------------- | ------------- | ---------- | ------------------- | ------------------------- |
|      | ヘンリー・ダンダス |      | 1794年7月11日 | 1801年3月17日 | トーリー党 |                     | 小ピット内閣 (トーリー党) |

1801年から1854年まで植民地大臣と統合されて陸軍・植民地大臣

### 陸軍大臣（1854年-1964年）
1854年に陸軍大臣と植民地大臣が再分離
| 称号 名前 | 称号 名前                                                     | 肖像                                      | 在職期間       | 在職期間       | 所属政党                   | 内閣 (首相所属政党)                                   | 内閣 (首相所属政党)                                     | 内閣 (首相所属政党)                                     |
| --------- | ------------------------------------------------------------- | ----------------------------------------- | -------------- | -------------- | -------------------------- | ----------------------------------------------------- | ------------------------------------------------------- | ------------------------------------------------------- |
|           | 第5代ニューカッスル公爵 ヘンリー・ペラム＝クリントン          |                                           | 1854年6月12日  | 1855年1月30日  | ピール派                   |                                                       | アバディーン伯内閣 (ピール派)                           | アバディーン伯内閣 (ピール派)                           |
|           | 初代パンミューア男爵 フォックス・モール＝ラムゼイ             |                                           | 1855年2月8日   | 1858年2月21日  | ホイッグ党                 |                                                       | パーマストン子爵内閣 (ホイッグ党)                       | パーマストン子爵内閣 (ホイッグ党)                       |
|           | ジョナサン・ピール                                            |                                           | 1858年2月26日  | 1859年6月11日  | 保守党                     |                                                       | ダービー伯爵内閣 (保守党)                               | ダービー伯爵内閣 (保守党)                               |
|           | シドニー・ハーバート                                          |                                           | 1859年6月18日  | 1861年7月22日  | 自由党                     |                                                       | パーマストン子爵内閣 (自由党)                           | パーマストン子爵内閣 (自由党)                           |
|           | 第2代準男爵 サー・ジョージ・ルイス                            |                                           | 1861年7月23日  | 1863年4月13日  | 自由党                     |                                                       | パーマストン子爵内閣 (自由党)                           | パーマストン子爵内閣 (自由党)                           |
|           | 第2代リポン伯爵/第3代ド・グレイ伯爵 ジョージ・ロビンソン      |                                           | 1863年4月28日  | 1866年2月16日  | 自由党                     |                                                       | パーマストン子爵内閣 (自由党)                           | パーマストン子爵内閣 (自由党)                           |
|           | 第2代リポン伯爵/第3代ド・グレイ伯爵 ジョージ・ロビンソン      | ラッセル伯爵内閣 (自由党)                 | 1863年4月28日  | 1866年2月16日  | 自由党                     |                                                       |                                                         |                                                         |
|           | ハーティントン侯爵(儀礼称号) スペンサー・キャヴェンディッシュ |                                           | 1866年2月16日  | 1866年6月26日  | 自由党                     |                                                       |                                                         |                                                         |
|           | ジョナサン・ピール                                            |                                           | 1866年7月6日   | 1867年3月8日   | 保守党                     |                                                       | 第三次ダービー伯爵内閣 (保守党)                         | 第三次ダービー伯爵内閣 (保守党)                         |
|           | 初代準男爵 サー・ジョン・パーキントン                         |                                           | 1867年3月8日   | 1868年12月1日  | 保守党                     |                                                       | 第三次ダービー伯爵内閣 (保守党)                         | 第三次ダービー伯爵内閣 (保守党)                         |
|           | 初代準男爵 サー・ジョン・パーキントン                         | 第一次ディズレーリ内閣 (保守党)           | 1867年3月8日   | 1868年12月1日  | 保守党                     |                                                       |                                                         |                                                         |
|           | エドワード・カードウェル                                      |                                           | 1868年12月9日  | 1874年2月17日  | 自由党                     |                                                       | 第一次グラッドストン内閣 (自由党)                       | 第一次グラッドストン内閣 (自由党)                       |
|           | ゲイソン・ゲイソン＝ハーディ                                  |                                           | 1874年2月21日  | 1878年4月2日   | 保守党                     |                                                       | 第二次ディズレーリ内閣 (保守党)                         | 第二次ディズレーリ内閣 (保守党)                         |
|           | フレデリック・スタンリー                                      |                                           | 1878年4月2日   | 1880年4月21日  | 保守党                     |                                                       | 第二次ディズレーリ内閣 (保守党)                         | 第二次ディズレーリ内閣 (保守党)                         |
|           | ヒュー・チルダース                                            |                                           | 1880年4月28日  | 1882年12月16日 | 自由党                     |                                                       | 第二次グラッドストン内閣 (自由党)                       | 第二次グラッドストン内閣 (自由党)                       |
|           | ハーティントン侯爵(儀礼称号) スペンサー・キャヴェンディッシュ |                                           | 1882年12月16日 | 1885年6月9日   | 自由党                     |                                                       | 第二次グラッドストン内閣 (自由党)                       | 第二次グラッドストン内閣 (自由党)                       |
|           | W. H. スミス                                                  |                                           | 1885年6月24日  | 1886年1月21日  | 保守党                     |                                                       | 第一次ソールズベリー侯爵内閣 (保守党)                   | 第一次ソールズベリー侯爵内閣 (保守党)                   |
|           | 初代クランブルック子爵 ゲイソン・ゲイソン＝ハーディ           |                                           | 1886年1月21日  | 1886年2月6日   | 保守党                     |                                                       | 第一次ソールズベリー侯爵内閣 (保守党)                   | 第一次ソールズベリー侯爵内閣 (保守党)                   |
|           | ヘンリー・キャンベル＝バナマン                                |                                           | 1886年2月6日   | 1886年7月20日  | 自由党                     |                                                       | 第三次グラッドストン内閣 (自由党)                       | 第三次グラッドストン内閣 (自由党)                       |
|           | W. H. スミス                                                  |                                           | 1886年8月3日   | 1887年1月14日  | 保守党                     |                                                       | 第二次ソールズベリー侯爵内閣                            | 第二次ソールズベリー侯爵内閣                            |
|           | エドワード・スタンホープ                                      |                                           | 1887年1月14日  | 1892年8月11日  | 保守党                     |                                                       | 第二次ソールズベリー侯爵内閣                            | 第二次ソールズベリー侯爵内閣                            |
|           | ヘンリー・キャンベル＝バナマン                                |                                           | 1892年8月18日  | 1895年6月21日  | 自由党                     |                                                       | 第四次グラッドストン内閣 (自由党)                       | 第四次グラッドストン内閣 (自由党)                       |
|           | ヘンリー・キャンベル＝バナマン                                | ローズベリー伯内閣 (自由党)               | 1892年8月18日  | 1895年6月21日  | 自由党                     |                                                       |                                                         |                                                         |
|           | 第5代ランズダウン侯爵 ヘンリー・ペティ＝フィッツモーリス      |                                           | 1895年7月4日   | 1900年11月12日 | 自由統一党                 |                                                       | 第三次ソールズベリー侯内閣 (保守党)                     | 第三次ソールズベリー侯内閣 (保守党)                     |
|           | セントジョン・ブロドリック                                    |                                           | 1900年11月12日 | 1903年10月6日  | アイルランド統一主義者同盟 |                                                       | 第三次ソールズベリー侯内閣 (保守党)                     | 第三次ソールズベリー侯内閣 (保守党)                     |
|           | セントジョン・ブロドリック                                    | バルフォア内閣 (保守党)                   | 1900年11月12日 | 1903年10月6日  | アイルランド統一主義者同盟 |                                                       |                                                         |                                                         |
|           | ヒュー・アーノルド＝フォスター                                |                                           | 1903年10月6日  | 1905年12月4日  | 自由統一党                 |                                                       |                                                         |                                                         |
|           | 初代ホールデン子爵 リチャード・ホールデン                     |                                           | 1905年12月10日 | 1912年6月12日  | 自由党                     |                                                       | キャンベル＝バナマン内閣 (自由党)                       | キャンベル＝バナマン内閣 (自由党)                       |
|           | 初代ホールデン子爵 リチャード・ホールデン                     | 第一次アスキス内閣 (自由党)               | 1905年12月10日 | 1912年6月12日  | 自由党                     |                                                       |                                                         |                                                         |
|           | ジョン・シーリー                                              |                                           | 1912年6月12日  | 1914年3月30日  | 自由党                     |                                                       |                                                         |                                                         |
|           | ハーバート・ヘンリー・アスキス (首相と兼務)                   |                                           | 1914年3月30日  | 1914年8月5日   | 自由党                     |                                                       |                                                         |                                                         |
|           | 初代キッチナー伯爵 ホレイショ・キッチナー                     |                                           | 1914年8月5日   | 1916年6月5日   | 無所属                     |                                                       |                                                         |                                                         |
|           | 初代キッチナー伯爵 ホレイショ・キッチナー                     | 第二次アスキス内閣(挙国一致内閣) (自由党) | 1914年8月5日   | 1916年6月5日   | 無所属                     |                                                       |                                                         |                                                         |
|           | デビッド・ロイド・ジョージ                                    |                                           | 1916年7月6日   | 1916年12月5日  | 自由党                     |                                                       |                                                         |                                                         |
|           | 第17代ダービー伯爵 エドワード・スタンリー                     |                                           | 1916年12月10日 | 1918年4月18日  | 保守党                     |                                                       | ロイド・ジョージ内閣(挙国一致内閣) (自由党)             | ロイド・ジョージ内閣(挙国一致内閣) (自由党)             |
|           | 初代ミルナー子爵 アルフレッド・ミルナー                       |                                           | 1918年4月18日  | 1919年1月10日  | 保守党                     |                                                       | ロイド・ジョージ内閣(挙国一致内閣) (自由党)             | ロイド・ジョージ内閣(挙国一致内閣) (自由党)             |
|           | ウィンストン・チャーチル                                      |                                           | 1919年1月10日  | 1921年2月13日  | 自由党                     |                                                       | ロイド・ジョージ内閣(挙国一致内閣) (自由党)             | ロイド・ジョージ内閣(挙国一致内閣) (自由党)             |
|           | 初代準男爵 サー・ラミング・ワーシントン＝エヴァンズ           |                                           | 1921年2月13日  | 1922年10月19日 | 保守党                     |                                                       | ロイド・ジョージ内閣(挙国一致内閣) (自由党)             | ロイド・ジョージ内閣(挙国一致内閣) (自由党)             |
|           | 第17代ダービー伯爵 エドワード・スタンリー                     |                                           | 1922年10月24日 | 1924年1月22日  | 保守党                     |                                                       | ボナー・ロー内閣 (保守党)                               | ボナー・ロー内閣 (保守党)                               |
|           | 第17代ダービー伯爵 エドワード・スタンリー                     | 第一次ボールドウィン内閣 (保守党)         | 1922年10月24日 | 1924年1月22日  | 保守党                     |                                                       |                                                         |                                                         |
|           | スティーブン・ウォルシュ                                      |                                           | 1924年1月22日  | 1924年11月3日  | 労働党                     |                                                       | 第一次マクドナルド内閣 (労働党)                         | 第一次マクドナルド内閣 (労働党)                         |
|           | 初代準男爵 サー・ラミング・ワーシントン＝エヴァンズ           |                                           | 1924年11月6日  | 1929年6月4日   | 保守党                     |                                                       | 第二次ボールドウィン内閣 (保守党)                       | 第二次ボールドウィン内閣 (保守党)                       |
|           | トマス・ショー                                                |                                           | 1929年6月7日   | 1931年8月24日  | 労働党                     |                                                       | 第二次マクドナルド内閣 (労働党)                         | 第二次マクドナルド内閣 (労働党)                         |
|           | 初代クルー侯爵 ロバート・クルー＝ミルンズ                     |                                           | 1931年8月25日  | 1931年11月5日  | 自由党                     |                                                       | マクドナルド内閣(第一次挙国一致内閣) (挙国派労働機構)   | マクドナルド内閣(第一次挙国一致内閣) (挙国派労働機構)   |
|           | 初代ヘイルシャム子爵 ダグラス・ホッグ                         |                                           | 1931年11月5日  | 1935年6月7日   | 保守党                     | マクドナルド内閣(第二次挙国一致内閣) (挙国派労働機構) | マクドナルド内閣(第二次挙国一致内閣) (挙国派労働機構)   |                                                         |
|           | 初代ハリファックス伯爵 エドワード・ウッド                     |                                           | 1935年6月7日   | 1935年11月22日 | 保守党                     |                                                       | 第三次ボールドウィン内閣(第三次挙国一致内閣) (保守党)   | 第三次ボールドウィン内閣(第三次挙国一致内閣) (保守党)   |
|           | ダフ・クーパー                                                |                                           | 1935年11月22日 | 1937年5月28日  | 保守党                     |                                                       | 第三次ボールドウィン内閣(第三次挙国一致内閣) (保守党)   | 第三次ボールドウィン内閣(第三次挙国一致内閣) (保守党)   |
|           | レズリー・ホア＝ベリシャ                                      |                                           | 1937年5月28日  | 1940年1月5日   | 挙国派自由党               |                                                       | チェンバレン内閣(第四次挙国一致内閣・戦時内閣) (保守党) | チェンバレン内閣(第四次挙国一致内閣・戦時内閣) (保守党) |
|           | オリバー・スタンリー                                          |                                           | 1940年1月5日   | 1940年5月11日  | 保守党                     |                                                       | チェンバレン内閣(第四次挙国一致内閣・戦時内閣) (保守党) | チェンバレン内閣(第四次挙国一致内閣・戦時内閣) (保守党) |
|           | アンソニー・イーデン                                          |                                           | 1940年5月11日  | 1940年12月22日 | 保守党                     |                                                       | 第1次チャーチル内閣(戦時内閣) (保守党)                  | 第1次チャーチル内閣(戦時内閣) (保守党)                  |
|           | デイヴィッド・マーゲソン                                      |                                           | 1940年12月22日 | 1942年2月22日  | 保守党                     |                                                       | 第1次チャーチル内閣(戦時内閣) (保守党)                  | 第1次チャーチル内閣(戦時内閣) (保守党)                  |
|           | サー・パーシー・グリッグ                                      |                                           | 1942年2月22日  | 1945年7月26日  | National                   |                                                       | 第1次チャーチル内閣(戦時内閣) (保守党)                  | 第1次チャーチル内閣(戦時内閣) (保守党)                  |
|           | ジャック・ローソン                                            |                                           | 1945年8月3日   | 1946年10月4日  | 労働党                     |                                                       | アトリー内閣 (労働党)                                   |                                                         |
|           | フレデリック・ベレンジャー                                    |                                           | 1946年10月4日  | 1947年10月7日  | 労働党                     |                                                       | アトリー内閣 (労働党)                                   |                                                         |
|           | エマニュエル・シンウェル                                      |                                           | 1947年10月7日  | 1950年2月28日  | 労働党                     |                                                       | アトリー内閣 (労働党)                                   |                                                         |
|           | ジョン・ストレイチー                                          |                                           | 1950年2月28日  | 1951年10月26日 | 労働党                     |                                                       | アトリー内閣 (労働党)                                   |                                                         |
|           | アンソニー・ヘッド                                            |                                           | 1951年10月31日 | 1956年10月18日 | 保守党                     |                                                       | 第二次チャーチル内閣 (保守党)                           |                                                         |
|           | アンソニー・ヘッド                                            | イーデン内閣 (保守党)                     | 1951年10月31日 | 1956年10月18日 | 保守党                     |                                                       |                                                         |                                                         |
|           | ジョン・ヘーア                                                |                                           | 1956年10月18日 | 1958年1月6日   | 保守党                     |                                                       |                                                         |                                                         |
|           | ジョン・ヘーア                                                | マクミラン内閣 (保守党)                   | 1956年10月18日 | 1958年1月6日   | 保守党                     |                                                       |                                                         |                                                         |
|           | クリストファー・ソームズ                                      |                                           | 1958年1月6日   | 1960年7月27日  | 保守党                     |                                                       |                                                         |                                                         |
|           | ジョン・プロヒューモ                                          |                                           | 1960年7月27日  | 1963年6月5日   | 保守党                     |                                                       |                                                         |                                                         |
|           | ジョゼフ・ゴドバー                                            |                                           | 1963年6月27日  | 1963年10月21日 | 保守党                     |                                                       |                                                         |                                                         |
|           | ジェイムズ・ラムズデン                                        |                                           | 1963年10月21日 | 1964年4月1日   | 保守党                     |                                                       | ダグラス＝ヒューム内閣 (保守党)                         |                                                         |